# Pleuridium
Pleuridium (deutsch Seitenköpfchenmoose) ist eine Gattung von Laubmoosen aus der Familie Ditrichaceae.

## Merkmale
Es sind kleine, auf Erde wachsende, kleistokarpe Moose mit weniger als ein Zentimeter großen Stämmchen. Diese sind schopfartig beblättert, die obersten Blätter sind also größer als die unteren. Die bis 2 Millimeter langen Blätter sind aufrecht abstehend oder schwach einseitswendig und aus der eiförmig-lanzettlichen, mehr oder weniger scheidigen Basis in eine lange Pfriemenspitze auslaufend. Die breite Rippe füllt den Pfriementeil zur Gänze aus. Die Sporogone besitzen eine sehr kurze Seta und eine in die Blätter eingesenkte, eiförmige, kleistokarpe Kapsel.

## Systematik und Arten
Pleuridium ist nahe verwandt mit den Gattungen Ditrichum und Cleistocarpidium. Pleuridium-Arten können mit Ditrichum pallidum Bastarde bilden.
Zur kosmopolitisch verbreiteten Gattung Pleuridium werden weltweit 30 Arten gezählt. In Europa sind die folgenden 2 Arten vertreten:
- Pleuridium acuminatum
- Pleuridium subulatum

Pleuridium palustre wird seit neuerer Zeit in der Gattung Cleistocarpidium geführt und heißt jetzt Cleistocarpidium palustre.